# Brynjetjärnen (Bergs socken, Jämtland, vid Näkten)
Brynjetjärnen är en sjö i Bergs kommun i Jämtland och ingår i Indalsälvens huvudavrinningsområde.